# Farman F.160
Le Farman F.160 (dit Goliath) est un avion militaire de l'entre-deux-guerres réalisé en France par Farman. Les versions Farman F.165 et Farman F.168 (dit Goliath) sont des hydravions ayant équipé la Marine nationale durant l'entre-deux-guerres.

## Les records
- Le 28 avril 1931, c'est avec un Farman 160 à deux moteurs 12 W.E. Farman de 500 chevaux de puissance que le pilote français Lucien Coupet va établir le record du monde d’altitude avec 2 000 kilogrammes de charge marchande, soit 7 507 mètres[1].